# Clifford (Michigan)
Pour les articles homonymes, voir Clifford.
Clifford est un village du comté de Lapeer, dans l'État du Michigan, aux États-Unis. En 2020, il comptait une population de 300 habitants.